# Klejtos z Ilirii
Klejtos (gr.: Κλείτος, Kléítos) (IV w. p.n.e.) – król iliryjskich Dardanów w latach ok. 356–335 p.n.e. Syn Bardylisa I, króla Dardanów.
Kleitos wzmiankowany w r. 335 p.n.e., kiedy to zbuntował się wraz z Glaukiasem, królem Taulantiów, przeciwko Macedonii. W tym czasie wczesnym latem tego roku Aleksander Macedoński powracał ze swoją armią znad Dunaju do Macedonii. Po drodze zatrzymał się w kraju Agrianów, gdzie rządził król Langaros, przyjaciel macedoński. Dalszy marsz był utrudniony z powodu otrzymanych wieści o wystąpieniu Klejtosa. Tego wsparli król Glaukias oraz plemię Autariatów. Aleksander, dowiadując się o tym, postanowił szybko zareagować. Wysłał sojusznika Langarosa z częścią Agrianów, by zaatakował plemię Autariatów. Ten pokonując ich i pustosząc kraj, uniemożliwił im w ten sposób połączenie się ze swymi sojusznikami. Aleksander Macedoński przez Pajonię podążyć w górę rzeki Erigon (ob. Crna), by zaatakować i okrążyć Klejtosa, przebywającego w twierdzy Pellion na terenie Linkos. Barbarzyńscy, po złożeniu ofiar ludzkich, zaatakowali Macedończyków, ale wycofali się do twierdzy. Aleksander miał trudności z przeprowadzeniem oblężenia, bowiem następnego dnia nadeszły duże oddziały Taulantiów. Macedończycy, znajdując się pomiędzy wrogimi armiami, wycofali się bez strat. Sam zaś Aleksander Macedoński miał zostać ugodzony kamieniem i maczugą. Armie Klejtosa i Glaukiasa mogły się w końcu połączyć. Ci uważając, że Macedończycy uciekli do domu, poczuli się bezpiecznie. Nie zabezpieczyli obozu oraz nie wystawiali straży. Macedończycy wykorzystując tę okazję, trzeciego dnia uderzyli na Ilirów. Zaatakowali wrogów porą nocną, zabijając wielu uciekających z obozu. Klejtos postanowił opuścić Pellion, które podpalił, oraz uciec do Taulantiów. Pokonani Ilirowie do końca panowania Aleksandra nie zagrażali już granicom Macedonii. Klejtos prawdopodobnie pozostawił po sobie syna i następcę, Bardylisa II.